# Championnat du monde de street-hockey 1996
Navigation
Republique tchèque 1998
Le championnats du monde de street-hockey a eu lieu en 1996 en Slovaquie. C'est la 1re édition de cette épreuve. La Canada remporte son premier titre de Champion du monde en battant en finale la République tchèque.

## Tour principal
| Rang | Pays      | Pts | V | N | D | Bp | Bc | Diff |
| ---- | --------- | --- | - | - | - | -- | -- | ---- |
| 1    | Tchéquie  | 11  | 5 | 1 | 0 |    |    |      |
| 2    | Slovaquie | 10  | 4 | 2 | 0 |    |    |      |
| 3    | Canada    | 9   | 3 | 1 | 1 | 54 | 13 | +41  |
| 4    | Allemagne |     |   |   |   |    |    |      |
| 5    | Autriche  |     |   |   |   |    |    |      |
| 6    | Russie    |     |   |   |   |    |    |      |
| 7    | Suisse    |     |   |   |   |    |    |      |

## Phase finale
|  | Demi-finales | Demi-finales |                        |   | Finale     | Finale     |
|  | Demi-finales | Demi-finales |                        |   | Finale     | Finale     |
|  |              |              |                        |   |            |            |
|  | Bratislava   | Bratislava   |                        |   | Bratislava | Bratislava |
|  | Bratislava   | Bratislava   |                        |   | Bratislava | Bratislava |
|  | Canada       | 4            |                        |   | Bratislava | Bratislava |
|  | Canada       | 4            |                        |   | Bratislava | Bratislava |
|  | Slovaquie    | 1            |                        |   | Bratislava | Bratislava |
|  | Slovaquie    | 1            | Canada                 | 5 |            |            |
|  | Bratislava   |              | Canada                 | 5 |            |            |
|  |              | Tchéquie     | 2                      |   |            |            |
|  | Tchéquie     | Tchéquie     | 2                      | 9 |            |            |
|  | Tchéquie     |              |                        | 9 |            |            |
|  | Allemagne    | 3            |                        |   |            |            |
|  | Allemagne    | 3            | Match pour la 3e place |   |            |            |
|  |              |              |                        |   |            |            |
|  | Bratislava   |              |                        |   |            |            |
|  |              |              |                        |   |            |            |
|  | Slovaquie    |              |                        |   |            |            |
|  |              |              |                        |   |            |            |
|  | Allemagne    |              |                        |   |            |            |
|  |              |              |                        |   |            |            |

### Finale
| 17 juin 1996 | Canada | 5-2 (2-0, 2-0, 1-2) | Tchéquie | Zimný štadión Ondreja Nepelu, Bratislava |

| Feuille de match | Feuille de match | Feuille de match | Feuille de match | Feuille de match |
| ---------------- | ---------------- | ---------------- | ---------------- | ---------------- |
|                  |                  |                  |                  |                  |
|                  |                  |                  |                  |                  |
|                  |                  |                  |                  |                  |
|                  |                  |                  |                  |                  |